# Volta Internacional da Pampulha

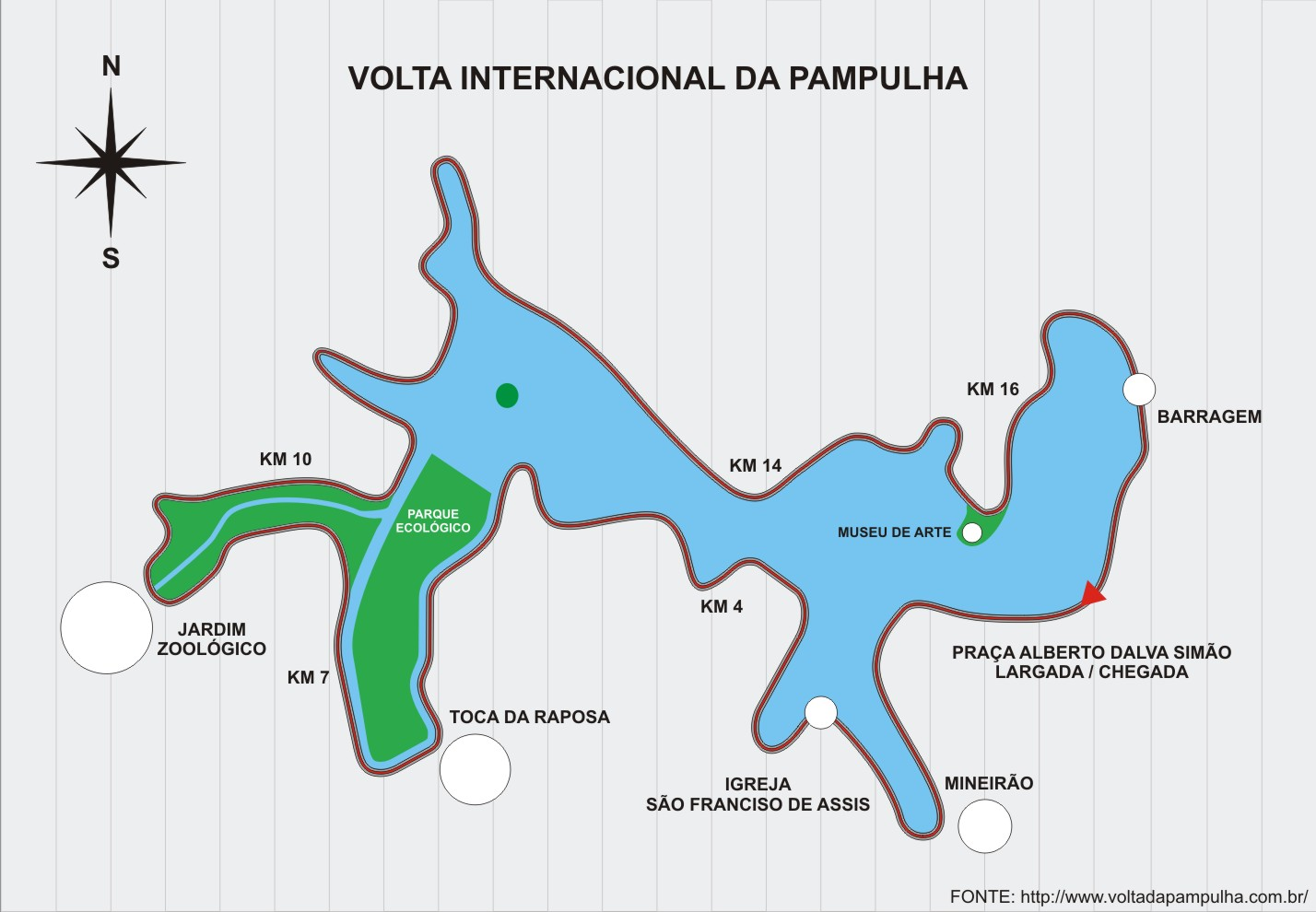
Mapa do percurso.

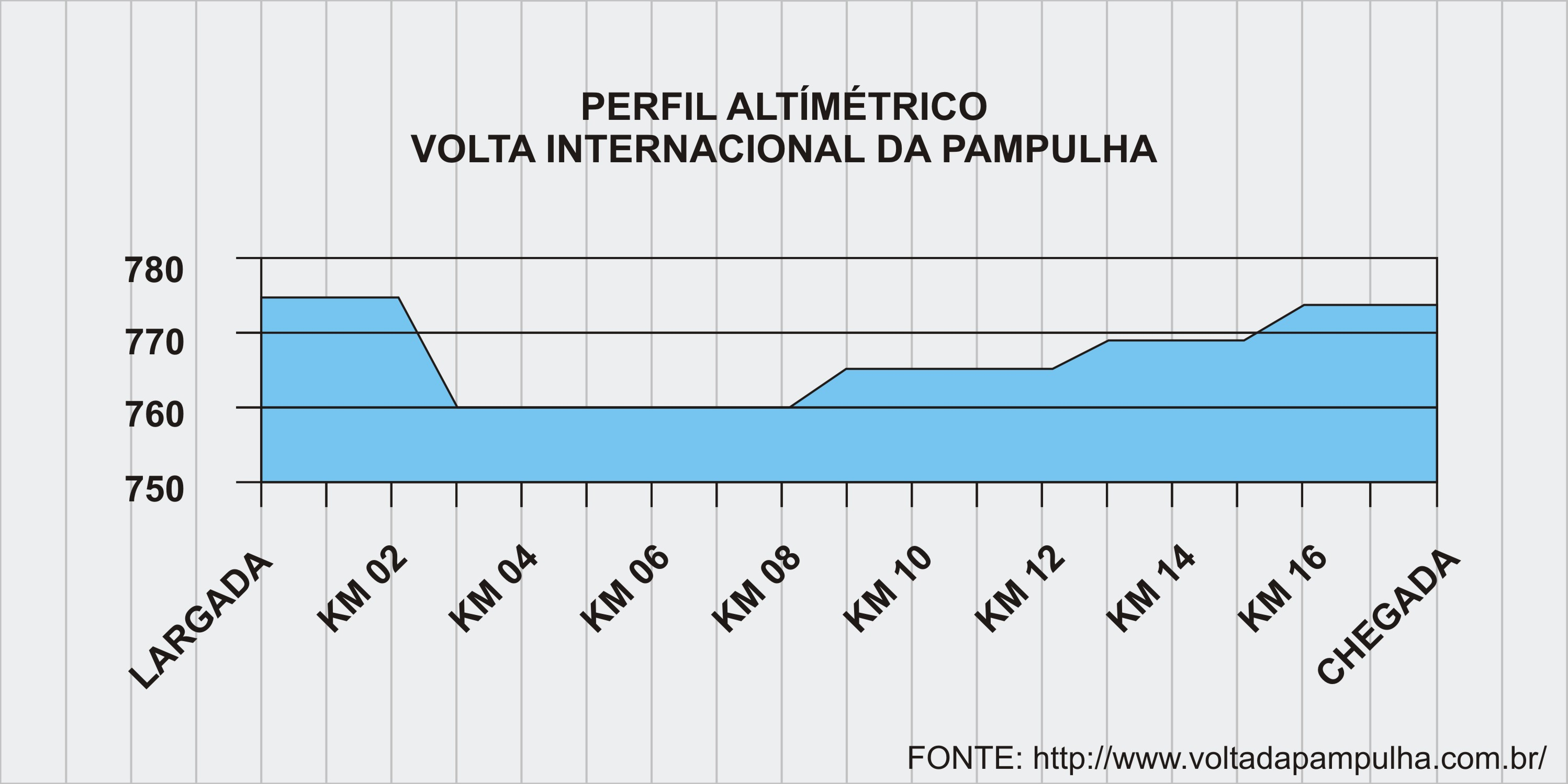
Perfil altimétrico do percurso.

A Volta Internacional da Pampulha é uma prova de atletismo (corrida de rua) com 17.800 metros. Ela acontece todo ano em Belo Horizonte, (MG), desde 1999. O nome foi dado devido ao percurso da prova, que tem como trajeto o contorno da Lagoa da Pampulha (importante ponto turístico da Capital do Estado de Minas Gerais).
Em 2012 a prova foi disputada no sentido anti-horário e teve o seu local de largada e chegada alterado, passando da praça Alberto Dalva Simão para a Avenida Coronel Oscar Paschoal, em frente ao estádio Mineirão. Com a mudança, a distância do trajeto passou de 17.800 para 18.650 metros.
Em 2013 a largada voltou para a tradicional Praça Alberto Dalva Simão, em frente à imagem de Iemanjá. Desta forma o trajeto voltou a ter a distância de 17.800m.
Em 2018 a prova voltou ao circuito de 2012, com largada e chegada em frente ao estádio Mineirão. Desta forma o trajeto voltou a ter a distância de 18.650m.
Em 2020 não foi realizada devido a Pandemia de COVID-19.

## Vencedores

### Masculino
| Ano  | Atleta                  | País   | Distância | Tempo    |
| ---- | ----------------------- | ------ | --------- | -------- |
| 2023 | Fabio Jesus Correia     | Brasil | 17.800m   | 0:56:03  |
| 2022 | Moses Kibet             | Uganda | 17.800m   | 0:54:53  |
| 2021 | Bernard Chumba          | Quênia | 17.800m   | 00:59:01 |
| 2019 | Ederson Vilela Pereira  | Brasil | 17.800m   | 00:56:19 |
| 2018 | Nicolas Kiptoo Kosgei   | Quênia | 18.650m   | 00:55:09 |
| 2017 | Giovani dos Santos      | Brasil | 17.800m   | 00:52:55 |
| 2016 | Giovani dos Santos      | Brasil | 17.800m   | 00:52:55 |
| 2015 | Giovani dos Santos      | Brasil | 17.800m   | 00:52:32 |
| 2014 | Giovani dos Santos      | Brasil | 17.800m   | 00:53:51 |
| 2013 | Giovani dos Santos      | Brasil | 17.800m   | 00:53:13 |
| 2012 | Giovani dos Santos      | Brasil | 18.650m   | 00:57:04 |
| 2011 | Barnabas Kiplagat       | Quênia | 17.800m   | 00:53:08 |
| 2010 | Barnabas Kiplagat       | Quênia | 17.800m   | 00:54:08 |
| 2009 | Nicholas Kiprutto Koech | Quênia | 17.800m   | 00:52:48 |
| 2008 | Nicholas Kiprutto Koech | Quênia | 17.800m   | 00:53:05 |
| 2007 | Franck Caldeira         | Brasil | 17.800m   | 00:53:11 |
| 2006 | Franck Caldeira         | Brasil | 17.800m   | 00:53:52 |
| 2005 | Lawrence Kiprotich      | Quênia | 17.800m   | 00:52:23 |
| 2004 | Lawrence Kiprotich      | Quênia | 17.800m   | 00:54:04 |
| 2003 | Franck Caldeira         | Brasil | 17.800m   | 00:52:49 |
| 2002 | Vanderlei Cordeiro      | Brasil | 17.800m   | 00:53:10 |
| 2001 | David Cheruiyot         | Quênia | 17.800m   | 00:53:07 |
| 2000 | David Cheruiyot         | Quênia | 17.800m   | 00:53:13 |
| 1999 | Vanderlei Cordeiro      | Brasil | 17.800m   | 00:52:30 |

### Feminino
| Ano  | Atleta                     | País     | Distância | Tempo    |
| ---- | -------------------------- | -------- | --------- | -------- |
| 2023 | Viola Kosgei               | Quênia   | 18.650m   | 1:05:30  |
| 2022 | Vivian Kiplagat            | Quênia   | 18.650m   | 1:06:48  |
| 2021 | Vivian Kiplagat            | Quênia   | 18.650m   | 01:06:38 |
| 2019 | Janet Masai                | Quênia   | 18.650m   | 01:05:10 |
| 2018 | Sharon Chelimo Arusho      | Quênia   | 18.650m   | 01:05:11 |
| 2017 | Leah Jerotich              | Quênia   | 17.800m   | 01:02464 |
| 2016 | Angelina Tsere             | Tanzânia | 17.800m   | 01:02:04 |
| 2015 | Natalia Elisante Sulle     | Quênia   | 17.800m   | 01:03:55 |
| 2014 | Joziane da Silva Cardoso   | Brasil   | 17.800m   | 01:02:42 |
| 2013 | Maurine Jelagat Kipchumba  | Quênia   | 17.800m   | 01:01:27 |
| 2012 | Maurine Jelagat Kipchumba  | Quênia   | 18.650m   | 01:07:08 |
| 2011 | Nancy Jepkosgei Kipron     | Quênia   | 17.800m   | 01:02:41 |
| 2010 | Bornes Jepkirui            | Quênia   | 17.800m   | 01:05:12 |
| 2009 | Pasalia Kipkoech Chepkorir | Quênia   | 17.800m   | 01:00:39 |
| 2008 | Nancy Jepkosgei Kipron     | Quênia   | 17.800m   | 01:02:23 |
| 2007 | Nancy Jepkosgei Kipron     | Quênia   | 17.800m   | 01:02:41 |
| 2006 | Lucélia Peres              | Brasil   | 17.800m   | 01:02:16 |
| 2005 | Lucélia Peres              | Brasil   | 17.800m   | 01:00:57 |
| 2004 | Lucélia Peres              | Brasil   | 17.800m   | 01:03:14 |
| 2003 | Salina Jebet               | Quênia   | 17.800m   | 01:02:20 |
| 2002 | Marcia Narloch             | Brasil   | 17.800m   | 01:02:28 |
| 2001 | Maria Baldaia              | Brasil   | 17.800m   | 01:02:12 |
| 2000 | Cleuza Maria Irineu        | Brasil   | 17.800m   | 01:01:48 |
| 1999 | Cleuza Maria Irineu        | Brasil   | 17.800m   | 01:00:56 |